# Hoplitis laevibullata
Hoplitis laevibullata är en biart som först beskrevs av Michener 1943.  Hoplitis laevibullata ingår i släktet gnagbin, och familjen buksamlarbin. Inga underarter finns listade i Catalogue of Life.